# Alexander Heath
Pour l’article homonyme, voir Heath.
Alexander Heath (né le 21 septembre 1978 à Wynberg) est un skieur alpin sud-africain. Il réside au Cap. Aux Jeux olympiques d'hiver de 2006, il devint le tout premier athlète africain de l'histoire à participer aux cinq compétitions alpines (Combiné alpin, Descente, Slalom spécial, Slalom géant et Super G).

## Participations
- Jeux olympiques d'hiver de 2006 - Turin
- Jeux olympiques d'hiver de 2002 - Salt Lake City
- Jeux olympiques d'hiver de 1998 - Nagano